# ساتوشي هونما
ساتوشي هونما (باليابانية: 本間聡؛ بالكانا: ほんま さとし) هو لاعب كاراتيه ياباني، ولد في 19 مايو 1968 في نيغاتا في اليابان.

## وصلات خارجية
- ساتوشي هونما على موقع يو إف سي (الإنجليزية)
- ساتوشي هونما على موقع شيردوغ (الإنجليزية)
- ساتوشي هونما على موقع IMDb (الإنجليزية)